# 신의 선물 (영화)
"신의 선물"은 2014년에 개봉한 대한민국의 영화이다.

## 캐스팅
- 이은우 : 승연 역
- 전수진 : 소영 역
- 이승준 : 승연의 남편 역
- 김영재 : 화가 역
- 권율 : 소영의 남자친구 역
- 김재록 : 사냥꾼 1 역
- 이새로미 : 소영의 엄마 역
- 김태환